# Apsarasa wallacei
Apsarasa wallacei är en fjärilsart som beskrevs av Moore 1881. Apsarasa wallacei ingår i släktet Apsarasa och familjen nattflyn. Inga underarter finns listade i Catalogue of Life.